# Dipchasphecia turkmena
Dipchasphecia turkmena is een vlinder uit de familie wespvlinders (Sesiidae), onderfamilie Sesiinae.
Dipchasphecia turkmena is voor het eerst wetenschappelijk beschreven door Gorbunov in 1994. De soort komt voor in het Palearctisch gebied.